# Веселин Мінев
Веселин Мінев (болг. Веселин Минев, нар. 14 жовтня 1980, Пазарджик, Болгарія) — болгарський футболіст, захисник національної збірної Болгарії та клубу «Левскі».

## Клубна кар'єра
У дорослому футболі дебютував 1999 року виступами за команду клубу «Хебар Пазарджик», в якій провів два сезони, взявши участь лише у 5 матчах чемпіонату.
Протягом 2001–2003 років захищав кольори команди клубу «Беласиця» (Петрич).
Своєю грою за останню команду привернув увагу представників тренерського штабу клубу «Ботев» (Пловдив), до складу якого приєднався 2003 року. Відіграв за команду з Пловдива наступні три сезони своєї ігрової кар'єри.
2006 року уклав контракт з клубом «Левскі», у складі якого провів наступні п'ять років своєї кар'єри гравця.
Згодом з 2011 по 2014 рік грав у складі команд клубів «Антальяспор» та «Ботев».
До складу клубу «Левскі» повернувся 2014 року.

## Виступи за збірну
2009 року дебютував в офіційних матчах у складі національної збірної Болгарії.

## Досягнення
- Чемпіон Болгарії (2):

«Левскі»: 2006-07, 2008-09
- Володар Кубка Болгарії (1):

«Левскі»: 2006-07
- Володар Суперкубка Болгарії (2):

«Левскі»: 2007, 2009